# Lagostim

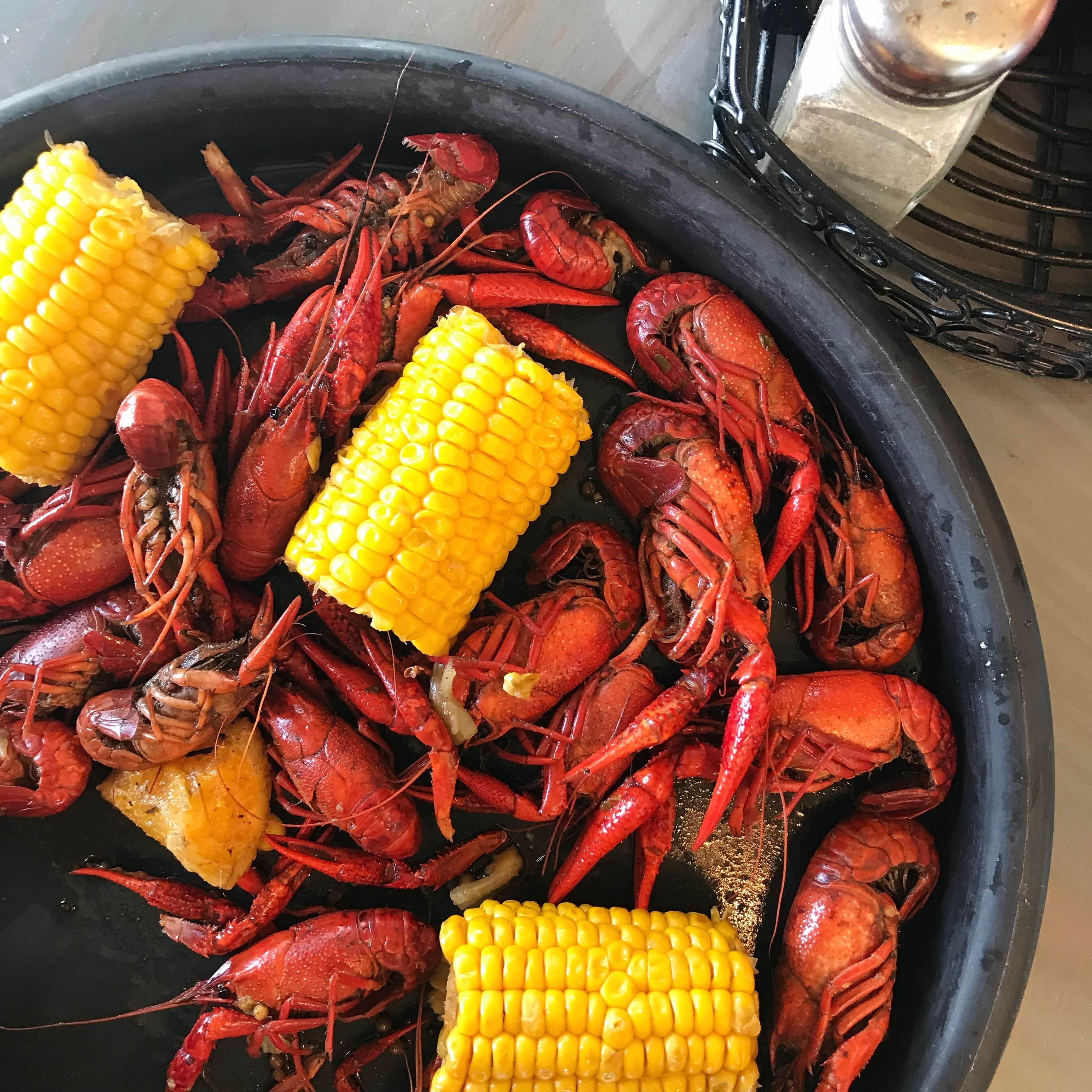
Lagostins de estilo mexicano

Lagostim é o nome vulgar das espécies menores de crustáceos da subordem Astacidea (à qual também pertencem alguns dos maiores crustáceos, como o lavagante). Também se usa este nome para os camarões de grandes dimensões.
Dentre as espécies marinhas que ocorrem na costa brasileira e possuem este nome popular, encontram-se algumas da família Nephropidae, como Metanephrops rubellus. Em Moçambique, a espécie presente é Metanephrops andamanica.

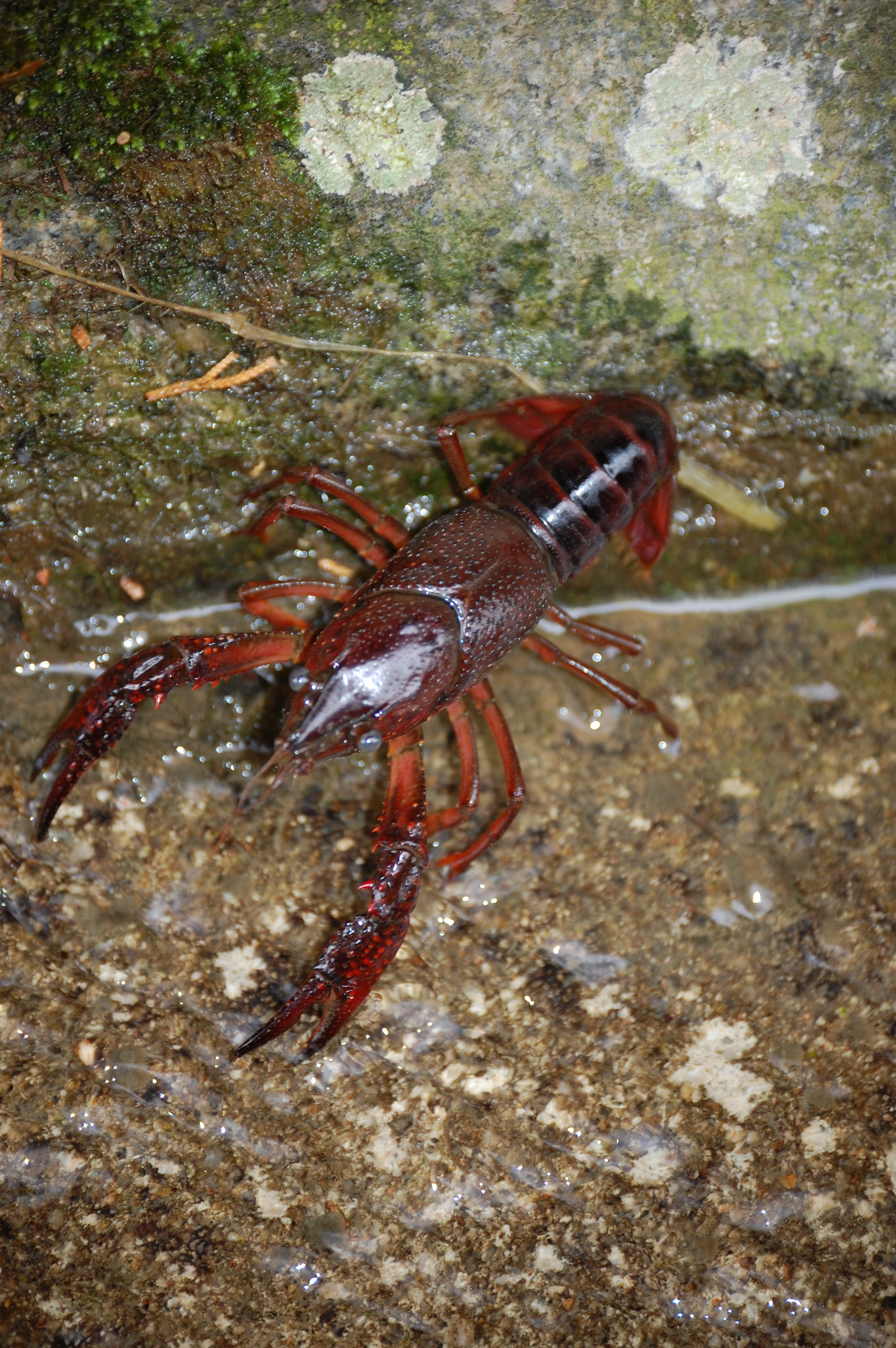
Lagostim numa ribeira, em Portugal

O lagostim de água doce, ou lagostim-vermelho (Astacus astacus na figura à esquerda) é uma espécie deste grupo.

## Características
Assim como os demais artrópodes (animais de patas articuladas), os lagostins sofrem diversas ecdises (troca de carapaça) para crescer. A carapaça original é descartada quando a quantidade de hormônio de crescimento desses artrópodes atinge certo grau, e somente depois do descarte é que a nova carapaça cresce. Durante o período da troca, até que a nova carapaça fique rígida, o lagostim passa uma maior quantidade de tempo escondido, para proteção, já que a sua proteção natural, a carapaça, ainda não está totalmente formada.